# Autoroute A10 (Pays-Bas)
Pour les articles homonymes, voir Autoroute A10.
L'autoroute néerlandaise A10 est la ceinture périphérique d'Amsterdam, la capitale des Pays-Bas. Sa longueur est de 32 km.
Elle croise quatre autoroutes :
- l'A8 à l'échangeur Coenplein
- l'A4 à l'échangeur De Nieuwe Meer
- l'A2 à l'échangeur Amstel
- l'A1 à l'échangeur Watergraafsmeer

## Historique
Sa construction débuta en 1962 et son premier tronçon s'acheva en 1966. Le tunnel Coen fut ouvert le 21 juin 1966. La partie ouest (Einsteinweg) s'acheva le 2 avril 1975 et la partie sud le 7 juillet 1981. Les parties nord et sud, achevée en 1990, ont permis la construction d'un deuxième tunnel sous le lac d'IJ, le tunnel de Zeeburger. L'autoroute sera enterrée sur 1 200 mètres, au passage du nouveau quartier Zuidas.

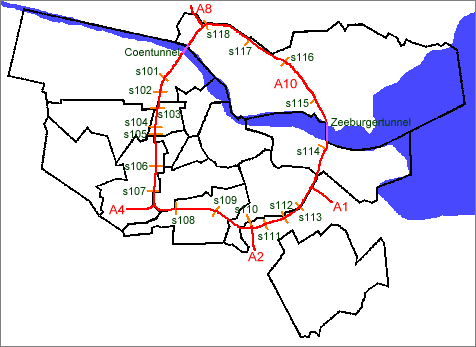
Carte du tracé de l'autoroute